# エクスキューショナー
エクスキューショナー（Executioner）は、スクウェア・エニックスのコンピュータゲーム『スターオーシャン Till the End of Time』に登場する架空の地球外生命体かつ団体名である。生物学上の別名は電算種（でんさんしゅ）である。

## 概要
ストーリー中盤で突如現れる、神の断罪人を名乗る勢力。大部分が反物質以上のエネルギーを生むクォドラティックスフィアとクォドラティック・キーによるエネルギー生成システムを持つ。
その正体はFD人によって高度に構築された仮想空間「エターナルスフィア」用に開発された、対バグ用の破壊プログラム。FD人達からの愛称はパッチやワーム。

### 執行者
エクスキューショナーの一種。滅びを与えるもの。
赤い光を纏った異形の悪魔の様な姿を持ち、数メートルから数千キロメートルまで様々な大きさの種類が存在する。
小型種は強力な装備さえあれば、人間レベルでも太刀打ちできるが、数百メートルの中型以上の大きさの個体は異常に強力で、生身での航宇宙能力を持つ。数百メートルのサイズで秒速十数キロメートル以上で宇宙を自在に動き回る機動力と銀河連邦戦闘専用艦レベルの主砲クラスでなければ撃破不能な防御力を有する。攻撃能力もクラス4（太陽クラスの惑星が持つエネルギーの総量の一兆倍）以上のエネルギーを放ったり、相手の攻撃エネルギーその物を別次元に逃がす時空転移シールドに包まれた物を魔法陣の様な物で包み消滅させるなど、強力無比。
ワープ28（光の速さでの移動距離の227倍の速度で移動する。尺度に関しては相対距離算出であり、実際の速度との関わりは無い）以上の超光速航法や、異空間を介しての超遠距離攻撃も可能。

### 代弁者
エクスキューショナーの一種。滅びを告げるもの。
女性の天使の様な姿を持ち、比較的小型だが、知能が高く会話もでき、部分的な破壊活動に向いている。

### 断罪者
エクスキューショナーの一種。執行者の強化改良型。
黒い体色の羽の生えた宇宙人の様な姿で、比較的小型ではあるが、同サイズの他のエクスキューショナーをあらゆる面で上回る力を持つ。しかし情報量が多いので、一定範囲内に展開しすぎるとエターナルスフィアに重大な問題が発生する可能性がある（いわゆる処理落ちやフリーズだと思われる）。

## ゲーム内での経過
- 宇宙歴772年（西暦2858年）に突如執行者と代弁者が宇宙全域に多数出現。さらに本格的な侵攻の前に高度文明を持つ惑星に超遠距離攻撃を行い、アールディオン帝国壊滅。
- その後高い文明を持つ惑星を攻撃しながら侵攻を開始、銀河連邦の軍事基地である第9宇宙基地、第31基地、第36基地、第42基地などを粉砕していく。
- 銀河連邦以上の科学力を有するバンデーン本星も滅ぼし、その後地球に到達。惑星に張られたシールドをクラス4.5以上エネルギーで突き破り、地球の主要都市を消滅させ、宇宙の三大勢力をほぼ壊滅に持ち込む。
- 惑星ストリーム付近で執行者の群れと戦闘専用艦アクアエリーと交戦。一体撃破されるも、直後アクアエリーを消滅させる。ちなみに大型の執行者はゲーム中では、最新鋭戦闘専用艦インディペンデンスが半ば偶然で量子魚雷を全弾命中させた事によって撃破した一体と、この一体以外は撃破された描写は無い。
- 惑星ストリームで主人公達が起動させたアンインストーラーの起動により執行者と代弁者は一時的に消滅。しかし直後、仕掛けられたトラップにより、強化型エクスキューショナー断罪者を追加して復活する。
- 狂乱したルシファーの手により、エターナルスフィアに関連する全データ消去。全てのエクスキューショナーは消滅する。